# Соди
Соди (итал. Soddì) је насеље у Италији у округу Ористано, региону Сардинија.
Према процени из 2011. у насељу је живело 136 становника. Насеље се налази на надморској висини од 243 м.

## Становништво
Према резултатима пописа становништва 2011. у општини је живело 116 становника.
| 1931. | 1936. | 1951. | 1961. | 1971. | 1981. | 1991. | 2001. | 2011. |
| ----- | ----- | ----- | ----- | ----- | ----- | ----- | ----- | ----- |
| 286   | 300   | 303   | 266   | 209   | 200   | 184   | 142   | 116   |